# Nationalstraße 5 (Kambodscha)
Der National Highway 5 (NH 5) ist eine von acht National-Fernstraßen in Kambodscha und in ihrem gesamten Verlauf Teil des Asian Highways 1 (AH 1). Sie führt auf einer Strecke von 407 Kilometer von der Hauptstadt Phnom Penh in nordwestlicher Richtung zur thailändischen Grenze.

## Straßenbeschreibung

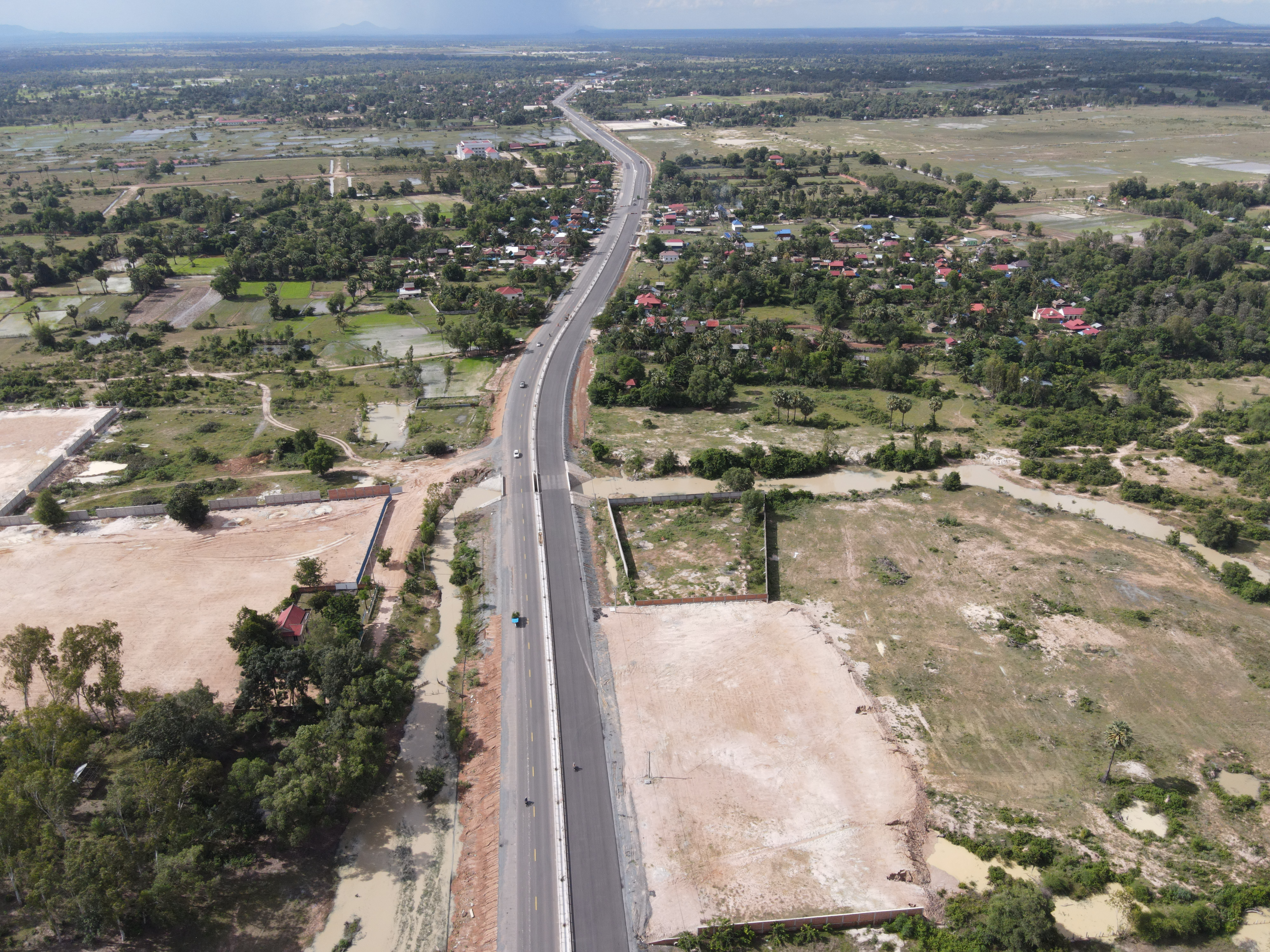
Nationalstraße 5 in der Provinz Kampong Chhnang

Die Nationalstraße beginnt in Phnom Penh an der Chroy-Changva-Brücke am Westufer des Tonle Sap Flusses. Die Straße führt bis Udong direkt am Ufer des Tonle Sap in nördlicher Richtung entlang. Dort verlässt sie den direkten Uferbereich und verläuft parallel zum Fluss bis Kampong Chhnang. Dann geht es weiter in nordwestlicher Richtung am Südufer des Tonle-Sap-Sees vorbei nach Pursat. Von dort führt der NH 5 weiter nach Nordwesten zur größten Stadt an der Route, nach Battambang. In Sisophon mündet die Nationalstraße 6 ein. Von hier bis zur Grenzstadt Poipet bildet die Nationalfernstraße 5 einen Teil der für den Tourismus in Kambodscha bedeutendsten Straßenverbindungen, nämlich die von Thailand nach Siem Reap beziehungsweise Angkor. Ab Pursat verläuft die Nationalstraße 5 parallel in Verkehrswegebündelung mit der Bahnstrecke Phnom Penh–Poipet nach Poipet. Nach dem Grenzübergang Poipet schließt sich auf thailändischer Seite die Fernstraße Route 33 an.
Die Nationalstraße 5 verbindet somit die folgenden Provinzen:
- Phnom Penh
- Kandal
- Kampong Speu
- Kampong Chhnang
- Pursat
- Battambang
- Banteay Meanchey